# Brigt Rykkje
Johan Ingebrigt „Brigt“ Rykkje (* 16. června 1975 Bergen) je bývalý norsko-nizozemský rychlobruslař.
Narodil se v Norsku norské matce a nizozemskému otci, od svých pěti let žil v Nizozemsku. Zpočátku startoval v nizozemských závodech a šampionátech, od léta 1996 začal reprezentovat Norsko. V sezóně 1996/1997 se poprvé představil ve Světovém poháru, také byl čtrnáctý na Mistrovství Evropy 1997. Zúčastnil se Zimních olympijských her 1998, kde se v závodě na 1500 m umístil na 29. místě. Od sezóny 1999/2000 opět začal startovat pod nizozemskou vlajkou. Největšího úspěchu dosáhl na Mistrovství světa 2007, kde na trati 10 000 m získal bronzovou medaili. Poslední závod absolvoval na začátku roku 2009.